# San Siro Stadio (Milán Metro)
San Siro Estadio es una estación de la metro de Milán situada sobre la línea M5.

## Historia
Las obras para la construcción de la estación empezaron en noviembre de 2010; esta ha sido además, una de las dos estaciones del segundo tramo del cual han sido bajados los túneles boring machine para la construcción de los túneles.
La estación ha sido inaugurada el 29 de abril de 2015 como terminal meridional de la línea en sustitución de Garibaldi FS.

## Estructuras e instalaciones
San Siro Stadio es una estación subterránea con dos binarios y dos andenes laterales que, como en todas las estaciones de la M5, están equipadas con puertas de andén. Además, siendo cerca del estadio Giuseppe Meazza, la estación ha sido proyectada para acoger un elevado flujo de personas.
Precisamente por eso, además de las salidas normales, también hay una entrada de gran tamaño equipado necesarios para el ajuste de los flujos procedentes del estadio; estos últimos (en función sólo durante los eventos) permiten la entrada de máximo 500 personas cada tres minutos, evitando la aglomeración de las andenes..

## Servicios
La estación es, como todas las demás de la línea, accesible a los minusválidos gracias a la presencia de ascensores, tanto a nivel de carretera como dentro de la propia estación. También hay indicadores para los tiempos de espera en las andenes y toda la estación está bajo vídeo vigilancia.
- Taquilla de ventanilla
- Máquina expendedora

## Intercambios
Además de ser terminal tranviario, la estación está conectada varios autobuses urbanos e interurbanos gestionados por ATM.
- Parada de tranvía (San Siro Stadio M5, línea 16)
- Parada de autobús

## Otros proyectos
- Wikimedia Commons alberga una categoría multimedia sobre San Siro Stadio.

- Datos: Q3947983
- Multimedia: San Siro Stadio station (Milan metro) / Q3947983